# Talijanska reprezentacija u nogometu na pijesku
Talijanska reprezentacija u nogometu na pijesku je nacionalni sastav Italije u nogometu na pijesku kojeg kontrolira Federazione Italiana Giuoco Calcio.
Prvi značajniji rezultat reprezentacije ostvaren je 1996. godine kada je osvojena bronca na Svjetskom prvenstvu u Brazilu. Na tamošnjoj čuvenoj Copacabani pobijeđen je tadašnji doprvak SAD s tijesnih 4:3. Najboljim igračem turnira proglašen je napadač Alessandro Altobelli koji je zabio 14 pogodaka. To je bio najbolji rezultat reprezentacije u nogometu na pijesku sve do Svjetskog prvenstva 2008. u francuskom Marseilleu. Ondje su Talijani u četvrtfinalu pobijedili domaćina Francusku a u polufinalu Španjolsku. Nakon toga uslijedilo je finale protiv branitelja naslova Brazila u kojem su Brazilci obranili naslov rezultatom 5:3.
Na europskom prvenstvu odnosno na Euro Beach Soccer League, Italija je prvu medalju osvojila 1998. godine kada je nacionalni sastav stigao do finala u kojem je poražen od Njemačke. Tri godine potom osvojena je bronca u borbi protiv Francuske. Nakon toga uslijedio je reprezentativni post nakon čega se Italija vraća u velikom stilu osvojivši europski naslov protiv Portugala dok je Cristiano Scalabrelli proglašen najboljim igračem turnira.
Također, Italija je nastupila i na Europskim igrama u Bakuu 2015. godine gdje je osvojila srebro.

## Trenutni sastav
| Broj | Pozicija | Ime                  |
| ---- | -------- | -------------------- |
| 1    | Vratar   | Stefano Spada        |
| 2    | Branič   | Michele Leghissa     |
| 3    | Branič   | Matteo Marrucci      |
| 6    | Branič   | Giuseppe Platania    |
| 7    | Vezni    | Dario Ramacciotti    |
| 8    | Vezni    | Francesco Corosiniti |
| 9    | Napadač  | Emanuele Zurlo       |
| 10   | Napadač  | Gabriele Gori        |
| 11   | Napadač  | Paolo Palmacci       |
| 17   | Vezni    | Simone Marinai       |
| 20   | Vezni    | Alessio Frainetti    |
| 21   | Vezni    | Michele Di Palma     |
| 22   | Vratar   | Simone Del Mestre    |

## Vanjske poveznice
- LND.it